# Rosa Maria Prats de la Iglesia
Rosa Maria Prats de la Iglesia va néixer a Barcelona el 1968. És llicenciada en Ciències de la Informació per la UAB i va realitzar el doctorat al departament d'Història Contemporània de la Universitat de Barcelona. De la seva tesi doctoral en curs sobre la repressió econòmica de la postguerra espanyola ha escrit diversos articles d'investigació, el més recent aparegut a l'obra col·lectiva El franquisme a Catalunya, publicada per Edicions 62. Pertany a l'Associació de Joves Historiadors de la Universitat de Barcelona.
La seva trajectòria professional està vinculada des de fa gairebé vint anys al món editorial. Redactora, coordinadora de projectes, correctora, traductora, editora de taula i lectora professional, ha treballat per Salvat, RBA, Ediciones B, Paidós, Columna i Seix Barral, entre altres segells, i actualment ho fa per Planeta i Ediciones Destino. Lectora dels premis Planeta, Nadal, Azorín i Fernando Lara, en castellà, i dels premis Ramon Llull, Sant Jordi i Josep Pla, en català, ha traduït autors com Maria Barbal, Àlex Susanna i Gabriel Janer Manila.
Des de l'any 2005 és professora dels cursos de Narrativa, Lectura Professional i Editing de l'Escola d'Escriptura de l'Ateneu Barcelonès.